# Nils Karlsson Pyssling
Nils Karlsson Pyssling är en litterär figur som förekommer i  Astrid Lindgrens novell med samma namn samt i bilderboken Nils Karlsson Pyssling flyttar in.
Han ser ut som en vanlig pojke, men är ungefär lika stor som en tumme och bor under golvet under pojken Bertils säng. Där bodde tidigare Nisses hyresvärdinna, en råtta som flyttat till sin syster i Södertälje.
Genom att ta på en spik och säga killevippen! kan Bertil bli lika liten som sin vän och leka med honom under golvplankorna.

## Böcker
- 1949 - Nils Karlsson Pyssling (sagosamling)[1]
- 1956 - Nils Karlsson Pyssling flyttar in (bilderbok)

## Film
- 1990 - Nils Karlsson Pyssling